# Караван-Солодкий
Караван-Солодкий — село в Україні, у Марківській селищній громаді Старобільського району Луганської області. Населення становить 565 осіб.

## Історія
У 1917 році після Жовтневого перевороту поміщики Чмих та Доровський продали свої маєтки та землі і виїхали з села. Їхню землю викупили заможні селяни. Пізніше їх було розкуркулено, а землі забрала держава.
У Другу світову війну населення села почали евакуювати в жовтні 1941 року в село Камишине Миколаївського району (колишня Республіка Німців, а зараз Саратовська область).
Одразу після війни (1945) село було переведено до Марківського району, як 5-й відділок радгоспу «Старобільський».

## Відомі люди
Олеся Бакланова (11.01.1999 р.н.) — солдат 92-ї ОМБр. Загинула 10 жовтня 2018 року на позиції поблизу шахти «Бутівка».